# Satyr u chłopów
Satyr u chłopów (niderl. Fabel van de sater en de boer) – obraz olejny flamandzkiego malarza Jacoba Jordaensa, znajdujący się w Królewskich Muzeach Sztuk Pięknych w Brukseli.
Jacob Jordaens, prócz obrazów religijnych i mitologicznych, malował też sceny rodzajowe. Stał się specjalistą wśród niderlandzkich malarzy od malarskich interpretacji przysłów i wierzeń z flamandzkiej tradycji ludowej. W swoje interpretacje wplatał wątki moralizatorskie i nie stronił od dydaktyzmu. Poruszone tematy podejmował wielokrotnie, a studia przygotowawcze do nich często wykorzystywał do eksperymentów z kompozycją i światłocieniem. Przykładem tego mogą być różne wersje Król pije, Jak starzy śpiewają, tak młodzi zagrają czy Satyr u chłopów.

## Opis obrazu
Jordaens namalował co najmniej siedem wersji historii Satyra goszczącego w domu wieśniaka. Kilka kopii zostało prawdopodobnie wykonanych przez uczniów Jordaensa (jak wersja z Muzeum Czartoryskich). Po raz pierwszy motyw wieśniaka i satyra poruszył w 1618 roku. Temat został zaczerpnięty z bajki Ezopa, greckiego bajkopisarza, żyjącego w VI w. p.n.e. Bajka opowiada o satyrze, który zaprzyjaźnił się z człowiekiem. W chłodny dzień satyr zauważył, że człowiek dmucha na zmarznięte ręce. Zapytany dlaczego tak robi, odpowiedział, że chce je ogrzać. Następnie obaj weszli do domu wieśniaka i zasiedli do stołu, na którym pojawił się talerz z gorąca zupą. Chłop zaczął dmuchać na zupę, by ją ostudzić. Satyr – zdumiony, że tym samym działaniem można spowodować dwie przeciwstawne reakcje – nie tylko przestraszył się, ale i w rezultacie zerwał przyjaźń z człowiekiem.
Scena została przedstawiona w chłopskiej chacie, wśród mebli i zwierząt domowych: psa, kota, koguta, a nawet (jak w wersji monachijskiej ze Starej Pinakoteki) z bykiem. Wokół stołu zasiadają przedstawiciele wszystkich grup wiekowych: stara kobieta (nieobecna tylko na jednej wersji), młoda kobieta najczęściej z dzieckiem na rękach lub w towarzystwie małego chłopca oraz chłop. Na wszystkich wersjach malarz uchwycił moment, w którym satyr wstaje od stołu i z podniesioną ręką oświadcza, że nie można ufać człowiekowi, który dmucha na zimno lub gorąco. Nie wygląda jednak na zagniewanego; na większości wersji nawet się uśmiecha, a ludzie z zaciekawieniem przyglądają mu się. Przedstawiając odmienne reakcje zebranych, Jordaens przeciwstawia sobie dwa różne światy, konfrontuje różnorodność i reakcje na inność. Głównym przesłaniem obrazu jest jednak jego moralizatorski wydźwięk. Każda wersja przedstawia uwspółcześniony motyw ezopowej bajki, będąc realistycznie opracowaną sceną moralizatorską. Oburzenie satyra odnosi się do krytyki ludzkiej hipokryzji. Dualizm ludzkiej natury to morał wynikający z przedstawionej historii.
Wszystkie postacie zostały umieszczone na małej przestrzeni w jednej linii kompozycji. Na wzór Caravaggionistów Jordaens posłużył się tzw. tenebryzmem charakterystycznym dla szkoły utrechckiej. Wprowadził ponadto elementy naturalizmu, ukazując m.in. brudne stopy chłopa siedzącego na pierwszym planie. Modelami dla przedstawionych postaci byli członkowie rodziny artysty. Sportretowaną kobietą jest Catharina van Noort, córka nauczyciela Jordaensa i jego późniejsza żona, którą poślubił w 1616 roku. Wizerunek żony można odnaleźć w jego Adoracji pasterzy. Dziecko siedzące na kolanach kobiety jest podobne do córki malarza Elżbiety.

## Galeria

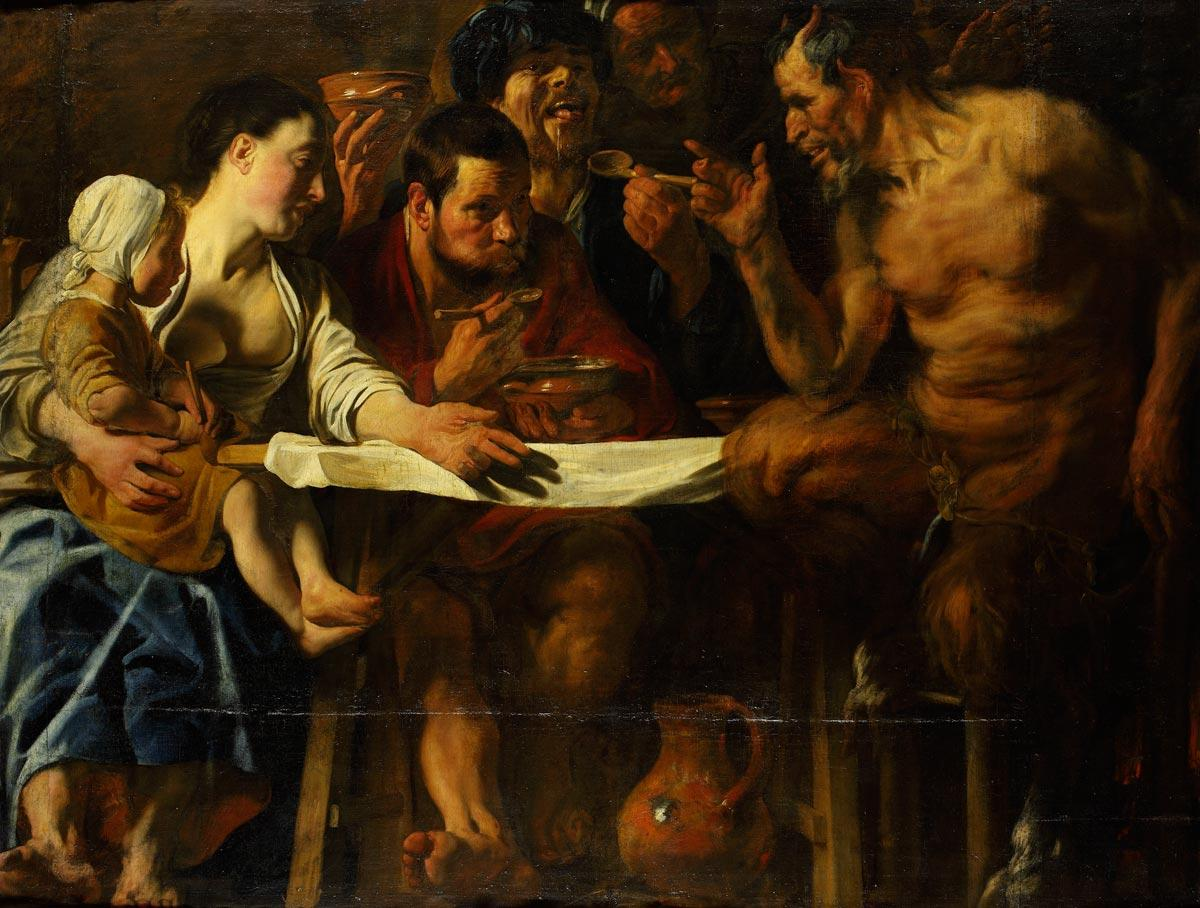
Satyr i chłop 1620, Muzeum Sztuk Pięknych im. Puszkina w Moskwie
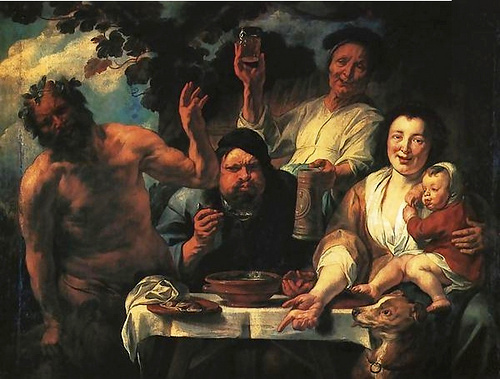
Satyr i chłop ok. 1620, Królewskie Muzea Sztuk Pięknych w Brukseli
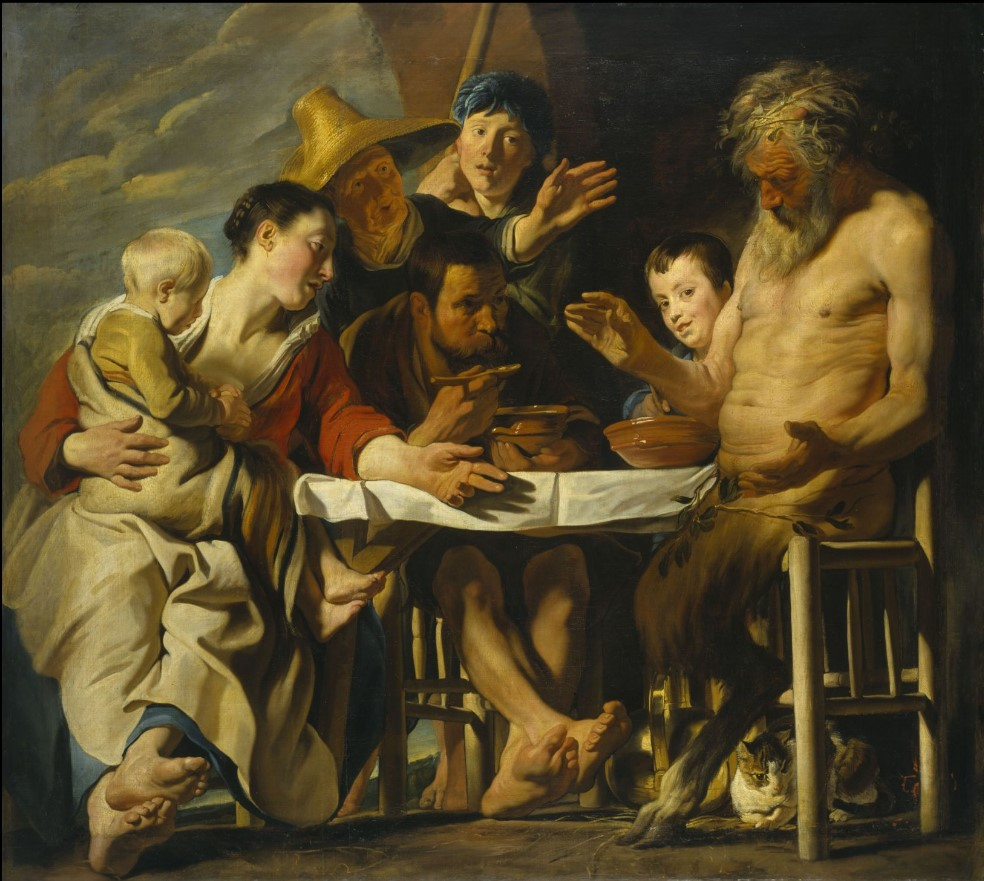
Satyr i chłop ok. 1620, 171 x 194 cm, Museumslandschaft of Hesse w Kassel
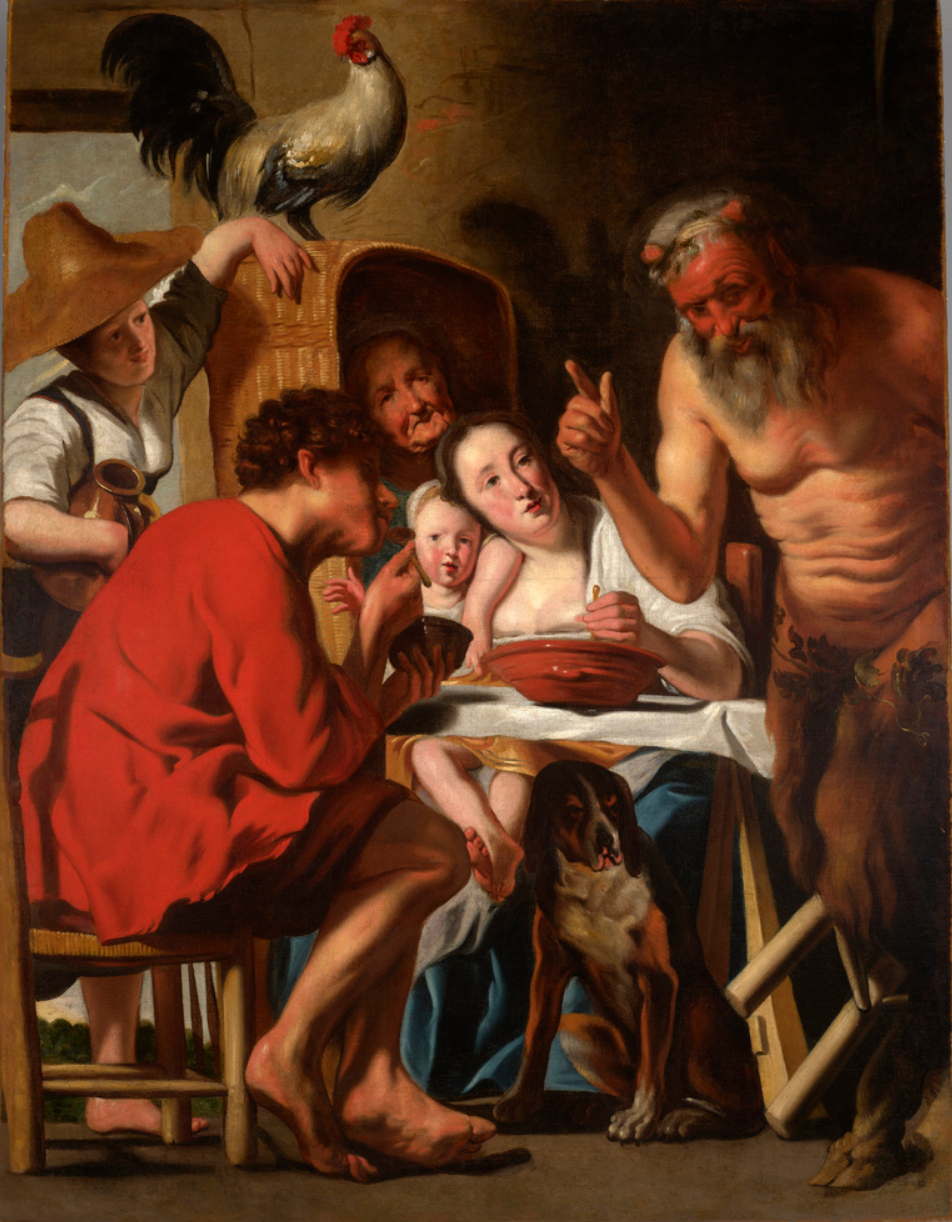
Satyr i chłop 1620, 125 × 96 cm Muzeum Książąt Czartoryskich w Krakowie
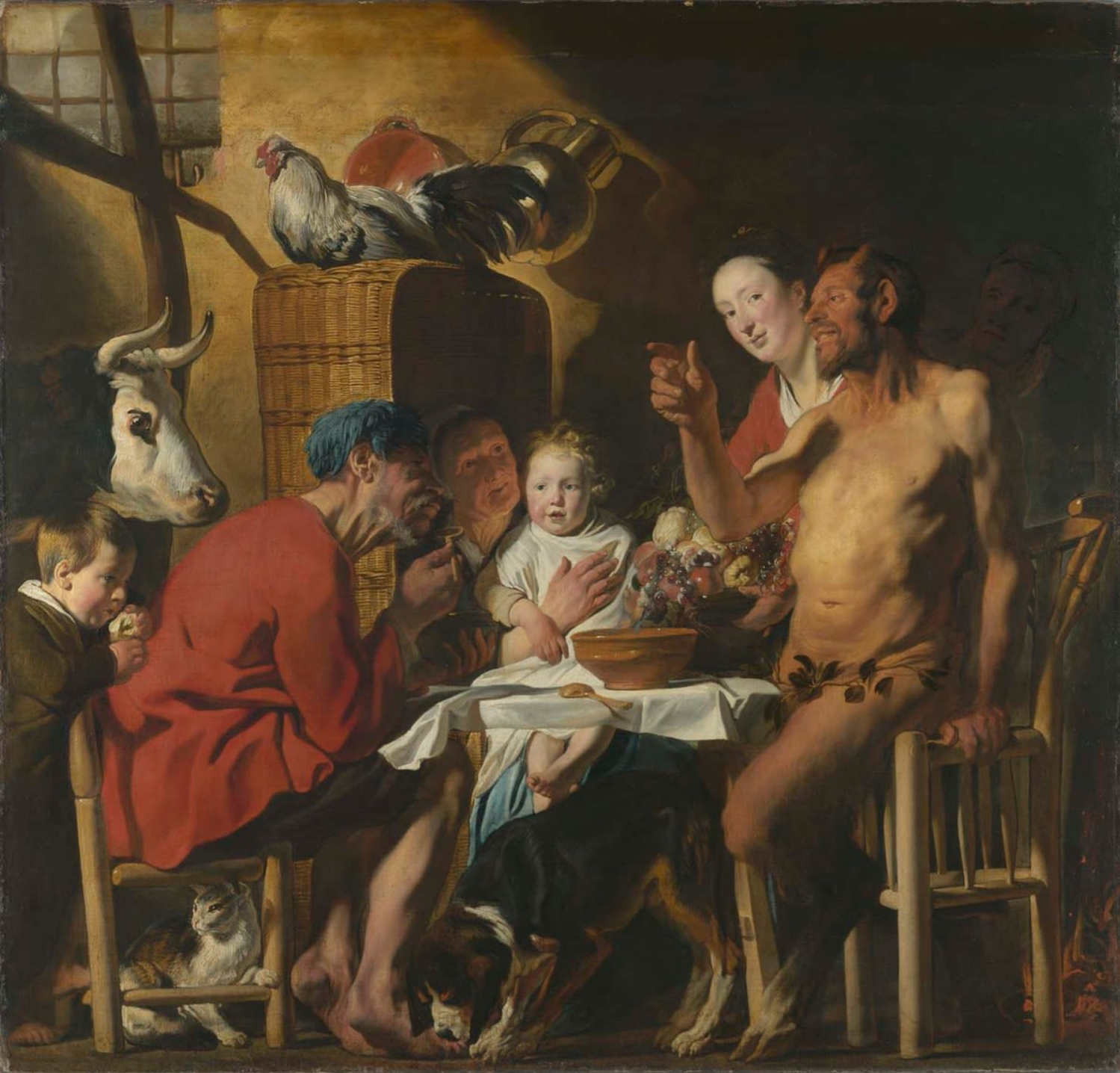
Satyr i chłop 1620-1621, 174 × 204 cm, Stara Pinakoteka
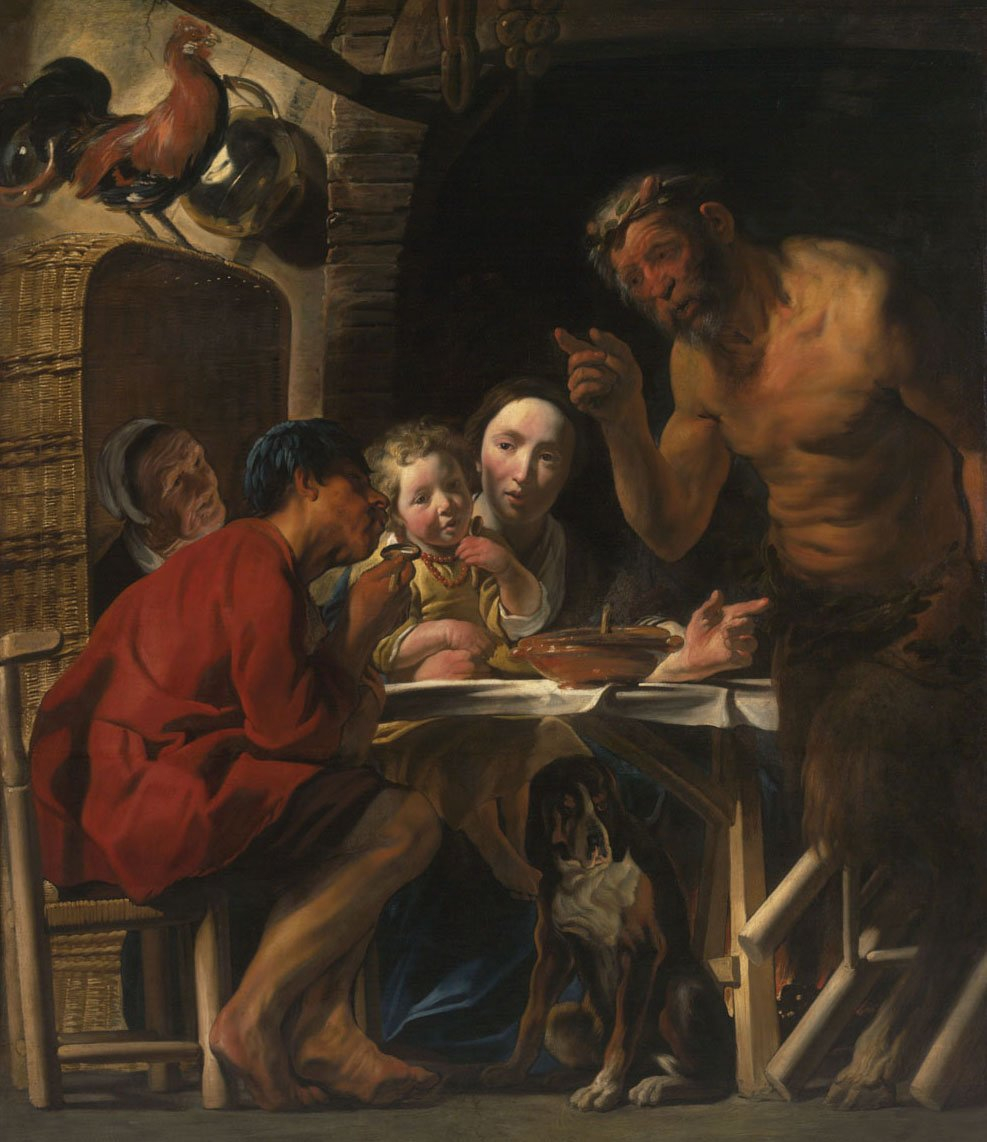
Satyr i chłop ok. 1625, 190 x 165 cm, Muzeum Sztuk Pięknych w Budapeszcie